# Strážci Galaxie Vol. 2
Strážci Galaxie Vol. 2 (v anglickém originále Guardians of the Galaxy Vol. 2) je americký akční film z roku 2017, který natočil James Gunn podle komiksů o superhrdinském týmu Strážci galaxie. V hlavní roli Star-Lorda, který vede tým mimozemských vyděděnců a zároveň odhaluje původ svého skutečného otce, se představil Chris Pratt, který si tuto postavu zahrál i v předchozím filmu Strážci Galaxie (2014). Jedná se o patnáctý celovečerní snímek filmové série Marvel Cinematic Universe.

## Příběh
Peter Quill (alias Star-Lord), Gamora, Drax, Rocket a malý Groot se po střetu s Ronanem stali v roce 2014 proslulými po celém vesmíru. Vůdkyně rasy Suverénů (v originále Sovereign) Ayesha si najala jejich tým Strážců Galaxie (v originále Guardians of the Galaxy), aby získali od interdimenzionální příšery cenné baterie. Výměnou za ně dostanou Gamořinu sestru Nebulu, kterou Suveréni zadrželi při pokusu o krádež těchto baterií. Rocket si však některé baterie ponechá a Suveréni následně na loď Strážců zaútočí svou flotilou dronů. Ty jsou sice zničeny záhadnou postavou, plavidlo Strážců, poškozené bitvou, ale ztroskotá na blízké planetě. Tam přistane i onen tajemný muž, který se představí jako Ego, pravý otec Petera Quilla. Svého syna, Gamoru a Draxe pozve na svou planetu, zatímco Rocket a Groot zůstanou u lodi, aby ji opravili a zároveň aby hlídali zadržovanou Nebulu, která prahne po pomstě vůči své nenáviděné sestře.
Ayesha si najme Yondua Udontu a jeho posádku, kteří byli kvůli obchodování s dětmi vyhnáni z velké komunity Plenitelů (v originále Ravagers). Jejich úkolem je dostat Strážce. Na planetě se jim podaří zadržet Rocketa, Yondu však začne pochybovat a nechce se postavit proti Peteru Quillovi, kterého vychoval. Jeho pobočník Ohnívák (v originále Taserface) proto vyvolá vzpouru, se kterou mu pomůže i Nebula. Posádka zajme Rocketa a Yondua, které uvězní na své lodi, a popraví Udontovy věrné. Nebula odletí, aby se pomstila Gamoře, kterou viní z mučení, jež jí prováděl jejich otec Thanos. Rocket a Yondu se mezitím v cele spřátelí. S pomocí malého Groota a Kraglina, jenž zůstal Yonduovi oddaný, se dostanou ven. Při útěku celou loď zničí, Ohnívákovi se ale ještě předtím podaří varovat Suverény.
Ego Peterovi a ostatním prozradí, že je Nebešťan (v originále Celestial), bytost podobná bohu, která ovládá hmotu kolem svého vědomí tak, že si vytvořila vlastní planetu. Vysvětlí jim, že si vyrobil i humanoidní tělo, aby mohl cestovat vesmírem a našel smysl své existence. Nakonec se ale zamiloval do Meredith Quillové a z toho vztahu v roce 1980 vzešel právě Peter. Ego si najal Yondua, aby po matčině smrti malého Petera vyzvedl a přivezl mu ho. Udonta si však chlapce nechal a Ego po svém synovi od té doby pátral. Nyní ho na své planetě naučí, jak ovládat schopnost Nebešťanů manipulovat s hmotou. Nebula však na Egovu planetu dorazí vzápětí také a snaží se zabít Gamoru. Během vzájemného souboje se obě ženy dostanou do jeskyně plné kosterních pozůstatků. Ego odhalí Peterovi, že během svých cest po vesmíru zasadil na tisícovkách světů malé semenáčky, které dokážou změnit planetu na „výhonky“ jeho samého. Ty však může aktivovat pouze síla dvou Nebešťanů. Aby toho dosáhl, oplodnil bezpočet žen a najal Yondua, aby mu přivážel jeho děti. Dosud však všechny musel zabít, protože žádné z nich nemělo moc Nebešťanů. Peter Quill je pod Egovým vlivem a pomůže mu aktivovat semenáčky, které začnou pohlcovat každý svět. Otec mu však také řekne, že dal jeho matce Meredith do hlavy nádor, aby ji zabil, neboť pro něj představovala značné odvedení pozornosti od jeho úkolu. To Petera šokuje a ten se od svého otce odvrátí.
Drax se mezitím sblíží s Mantis, Egovou naivní empatickou služebnou, která ho varuje před Egovým plánem. Gamora se dá dohromady s Nebulou a na planetu dorazí i Rocket, Yondu, Groot a Kraglin. Začnou však na ně útočit drony Suverénů. Celý tým Strážců začne spolupracovat a v jádru planety najde Egův mozek. Rocket vyrobí s pomocí ukradených baterií bombu, kterou Groot na mozek umístí. Peter mezitím bojuje s Egem a využívá při tom své nově objevené schopnosti. Odvádí tak otcovu pozornost, aby mohli Strážci s Mantis uprchnout. Když výbuch bomby zabije Ega a zničí planetu, Yondu se obětuje, aby zachránil Petera. Ten si uvědomí, že Yondu si jej nechal, aby ho ušetřil před osudem ostatních Egových potomků, a že právě Yondu je jeho skutečným „tátou“. Gamora se se sestrou usmíří a Nebula se rozhodne tým opustit, aby se sama pokusila zabít svého otce Thanose, který je za její utrpení skutečně zodpovědný. Strážci uspořádají Yonduův pohřeb, na který dorazí desítky plenitelských lodí, jež mu vzdají hold a opět jej přijmou mezi sebe.
Kraglin se snaží naučit ovládat Yonduův telekinetický šíp. Velitel Plenitelů Stakar Ogord se znovu spojí se členy svého bývalého týmu. Malý Groot vyroste v teenagera. Ayesha vytvoří novou umělou bytost, která by měla zničit Strážce Galaxie a kterou pojmenuje Adam. Skupina lhostejných Pozorovatelů odejde od svého informátora, který debatuje o svých zkušenostech na Zemi.

## Obsazení

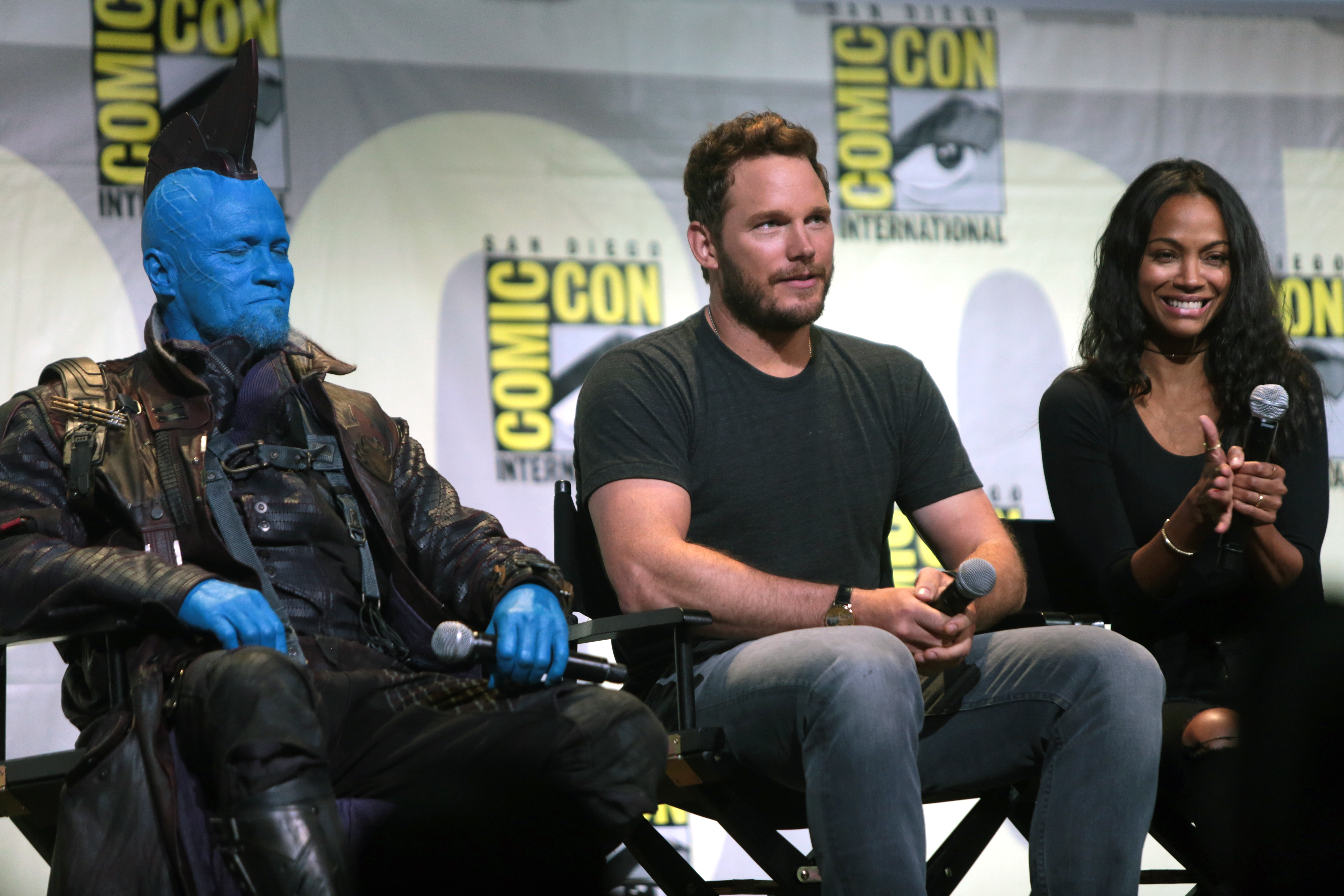
Michael Rooke, Chris Pratt, Zoe Saldana na Comic-Conu 2016

- Chris Pratt (český dabing: Roman Říčař) jako Peter Quill / Star-Lord
- Zoe Saldana (český dabing: Antonie Talacková) jako Gamora
- Dave Bautista (český dabing: Martin Zahálka) jako Drax Ničitel (v originále Drax the Destroyer)
- Vin Diesel (český dabing: Tomáš Bartůněk) jako malý Groot (v originále Baby Groot)
- Bradley Cooper (český dabing: David Novotný) jako Rocket
- Michael Rooker (český dabing: Miroslav Táborský) jako Yondu Udonta
- Karen Gillanová (český dabing: Adéla Pristášová) jako Nebula
- Pom Klementieffová (český dabing: Ivana Korolová) jako Mantis
- Elizabeth Debicki (český dabing: Marie Málková) jako Ayesha
- Chris Sullivan (český dabing: Ernesto Čekan) jako Ohnívák (v originále Taserface)
- Sean Gunn (český dabing: Igor Chmela) jako Kraglin
- Tommy Flanagan (český dabing: Ivo Novák) jako Tullk
- Laura Haddocková (český dabing: Tereza Martinková) jako Meredith Quillová
- Sylvester Stallone (český dabing: Pavel Rímský) jako Stakar Ogord
- Kurt Russell (český dabing: Libor Hruška) jako Ego

V dalších rolích se představili také Gregg Henry (Retch) a Evan Jones (Half-Nut). V cameo rolích se ve filmu objevili i Michael Rosenbaum (Martinex), Ving Rhames (Charlie-27), Michelle Yeoh (Aleta Ogord), Miley Cyrusová (hlas Mainframe), David Hasselhoff (ztvárnil sám sebe), Ben Browder (admirál Suverénů), Rob Zombie (hlas Plenitele), Seth Green (hlas Howarda the Ducka) a Stan Lee (informátor Pozorovatelů).

## Produkce

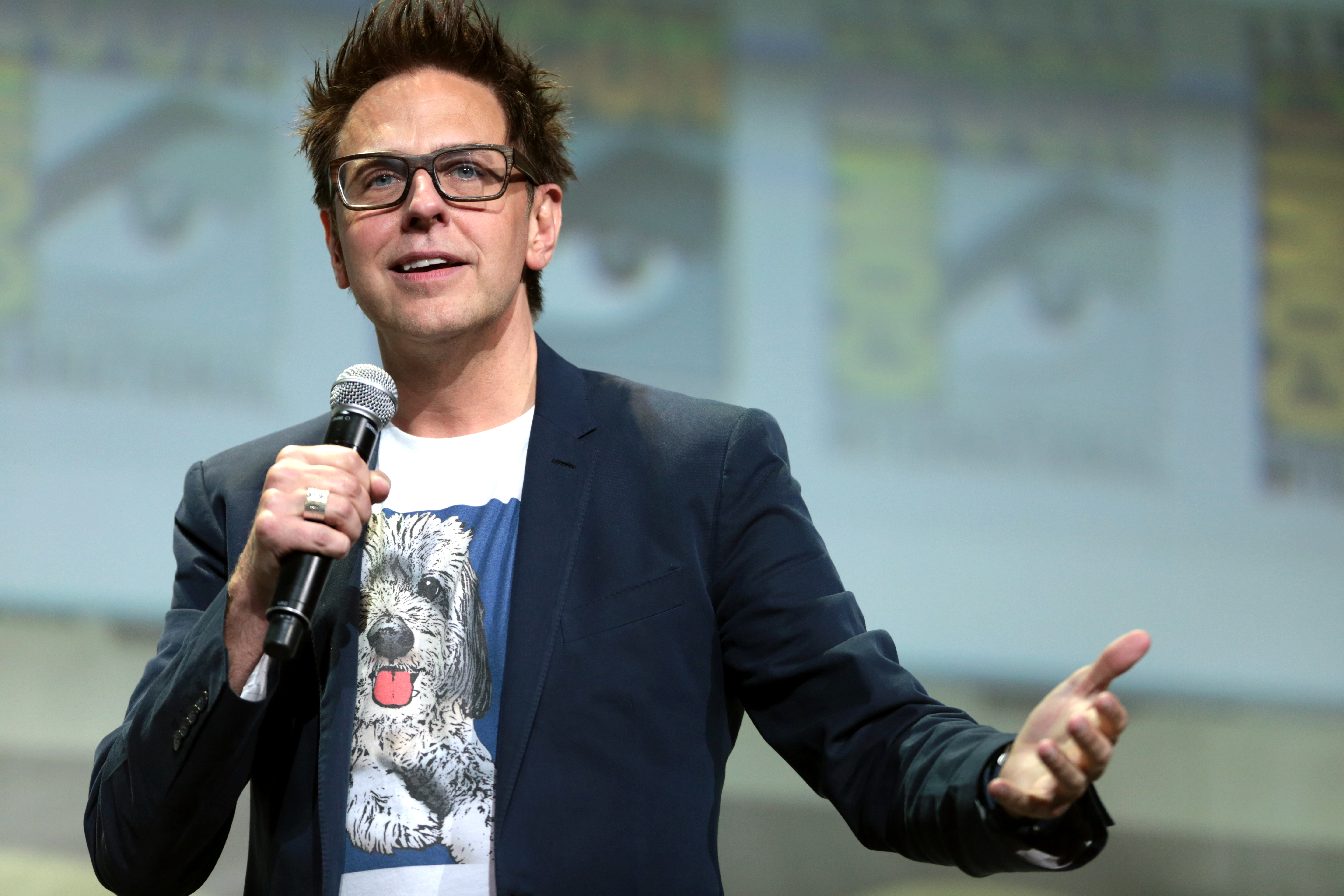
Režisér a scenárista James Gunn

Přípravu druhého dílu Strážců Galaxie potvrdila v červenci 2014 Nicole Perlmanová, spoluscenáristka prvního filmu. Stalo se tak ještě před jeho premiérou, a to díky pozitivním reakcím na testovacích projekcích. Také uvedla, že pokračování má napsat i režírovat opět James Gunn. Krátce poté byl snímek na Comic-Conu v San Diegu oficiálně potvrzen, a zároveň bylo zveřejněno jeho plánované datum uvedení do kin – 28. července 2017. Během následujícího měsíce začal Gunn na filmu pracovat. Na podzim 2014 prozradil, že v sequelu se objeví všech pět Strážců společně s dalšími již známými postavami. Také bylo datum uvedení filmu posunuto na 5. květen 2017. V dalších měsících potvrdili návrat do svých rolí Michael Rooker, Chris Pratt, Bradley Cooper, Vin Diesel, Sean Gunn a Karen Gillanová.
Na začátku jara 2015 měl James Gunn hotový a odevzdaný náčrt scénáře. Uvedl, že příběh je víceméně originální a není přímou adaptací žádného komiksu. Původně chtěl mít ve druhém díle postavy Mantis a Adama Warlocka, aby ve snímku ale nebylo příliš postav, rozhodl se druhého jmenovaného z filmu odstranit. Děj sequelu se odehrává dva až tři měsíce po prvním filmu. V červnu 2015 Gunn uvedl, že má hotový první draft scénáře, potvrdil také návrat Zoe Saldany, Davea Bautisty a Bradleyho Coopera, a také prozradil, že druhý díl ponese název Guardians of the Galaxy Vol. 2. Během podzimu proběhl casting, své role získali, mimo jiné, Pom Klementieffová, Kurt Russell, Elizabeth Debicki a Chris Sullivan.
Natáčení snímku s rozpočtem 200 milionů dolarů probíhalo v Pinewood Atlanta Studios v Georgii od poloviny února do poloviny června 2016. Doplňkově se též filmovalo ve městě Cartersville v Georgii, ve státním parku severně od Portlandu a ve městě St. Charles v Missouri.

## Vydání

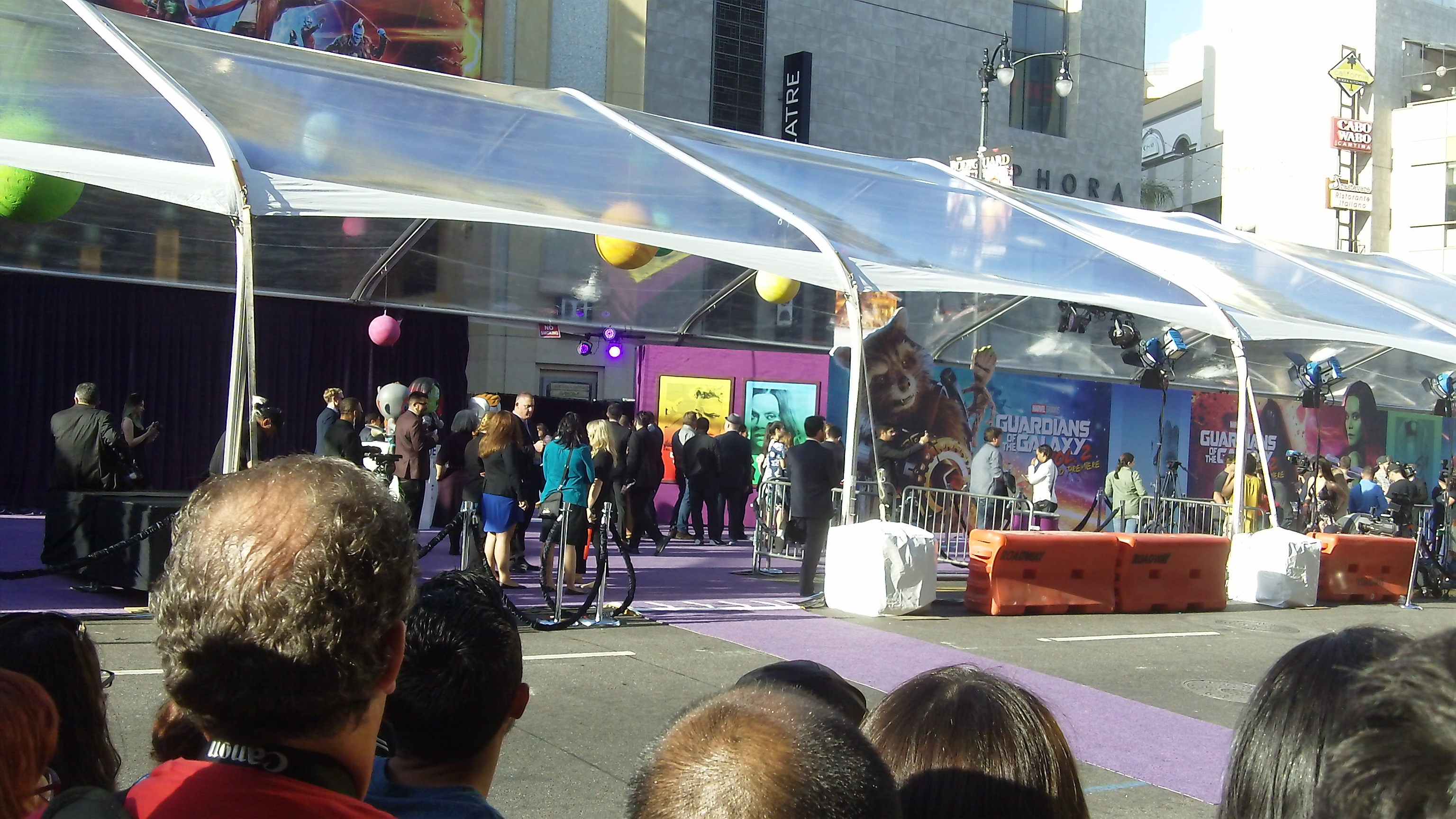
Premiéra filmu Strážci Galaxie Vol. 2 v Hollywoodu

Světová premiéra filmu Strážci Galaxie Vol. 2 proběhla v Tokiu 10. dubna 2017. Do kin byl uváděn od 24. dubna téhož roku, přičemž v ČR se v kinodistribuci objevil 4. května a v USA 5. května 2017.

## Přijetí

### Tržby
V Severní Americe, kde byl promítán v 4347 kinech, utržil snímek 389 813 101 dolarů, v ostatních zemích dalších 473 942 950 dolarů. Celosvětové tržby tak dosáhly 863 756 051 dolarů. Během úvodního víkendu utržil v Severní Americe přes 146 milionů dolarů.
V České republice byl film uveden distribuční společností Falcon ve 139 kinech. Za první víkend snímek utržil 17,0 milionů korun při návštěvnosti 110 455 diváků, celkově 41,1 milionů korun při návštěvnosti 269 115 diváků.

### Filmová kritika
Server Kinobox.cz na základě vyhodnocení 18 recenzí z českých internetových stránek ohodnotil film Strážci Galaxie Vol. 2 74 %. Server Rotten Tomatoes udělil snímku známku 7,2/10 a to na základě 341 recenzí (z toho 283 jich bylo spokojených, tj. 83 %). Od serveru Metacritic získal film, podle 47 recenzí, celkem 67 ze 100 bodů.

### Ocenění
Snímek byl nominován na Oscara v kategorii Nejlepších vizuální efekty. V této kategorii získal žánrovou cenu Saturn, přičemž na další tři ceny Saturn byl nominován.

### Navazující filmy
Díky komerčnímu úspěchu snímku má být v roce 2023 uveden do kin filmový sequel Strážci Galaxie: Volume 3, který bude rovněž součástí série Marvel Cinematic Universe (MCU). Tým Strážců Galaxie se rovněž objevil v některých dalších snímcích filmové série Marvel Cinematic Universe.